# 呂臣
呂臣，秦末漢初軍事人物，父親為呂青。

## 生平
陳勝、吳廣發動大澤之變首先反秦後，羣雄蜂起，章邯打败陈胜，并破吕臣军。呂臣擔任陈胜的中涓、将军。陈胜被車夫莊賈刺殺後，呂臣與呂青於新陽（今安徽界首）組織蒼頭軍，攻打陳縣（今河南淮陽），殺了莊賈。又與英布部隊合攻秦军。
後歸附项梁。项梁陣亡后，楚懷王收吕臣、项羽军队，吕臣封為司徒，吕青为令尹。
汉五年，呂青以令尹身份投靠汉王劉邦，封為新阳侯。漢惠帝四年（前191年），呂青亡故，呂臣世襲其新阳侯的爵位。
呂臣諡號顷侯，傳位懷侯呂義。

## 家庭
呂義後傳三代，惠侯呂它、恭侯呂善，廢侯吕谭。吕谭因酎金進獻不足，汉武帝元鼎五年（前112年）被黜為庶人。

## 外部連結
- 項羽本紀卷七（史記）

1. ↑  《史记》黥布列傳，“章邯之滅陳勝，破呂臣軍”
2. ↑  《汉书》陳勝項籍傳，“勝故涓人將軍呂臣為蒼頭軍，起新陽，攻陳下之，殺莊賈，復以陳為楚。”
3. ↑  《史记》项羽本纪，“楚兵已破於定陶，懷王恐，從盱臺之彭城，并項羽、呂臣軍自將之。以呂臣為司徒，以其父呂青為令尹。”